# Grand Prix des Marbriers 2013
La 52e édition du Grand Prix des Marbriers a eu lieu le 20 août 2013 à Bellignies en France. Elle a été remportée par le Français Benoît Daeninck immédiatement suivi par le Suisse Silvan Dillier et le Polonais Mickael Olejnik.

## Classement final
| Classement général, | Classement général, | Classement général, | Classement général,         | Classement général, |
|                     | Coureur             | Pays                | Équipe                      | Temps               |
| ------------------- | ------------------- | ------------------- | --------------------------- | ------------------- |
| 1er                 | Benoît Daeninck     | France              | CC Nogent-sur-Oise          | en 3 h 38 min 37 s  |
| 2e                  | Silvan Dillier      | Suisse              | BMC Development             | m.t                 |
| 3e                  | Mickael Olejnik     | Pologne             | USSA Pavilly Barentin       | m.t                 |
| 4e                  | Yann Guyot          | France              | Armée de Terre              | m.t                 |
| 5e                  | Cédric Gaoua        | France              | SCO Dijon Materiel-velo.com | + 2 s               |
| 6e                  | Richard Handley     | Royaume-Uni         | Rapha Condor JLT            | + 3 s               |
| 7e                  | Gerry Druyts        | Belgique            | EFC-Omega Pharma-Quick Step | + 6 s               |
| 8e                  | Tiesj Benoot        | Belgique            | Lotto-Belisol U23           | + 9 s               |
| 9e                  | Floris De Tier      | Belgique            | EFC-Omega Pharma-Quick Step | + 11 s              |
| 10e                 | Frederik Backaert   | Belgique            | EFC-Omega Pharma-Quick Step | m.t                 |
| modifier            |                     |                     |                             |                     |